# Pomphale striptipennis
Pomphale striptipennis is een vliesvleugelig insect uit de familie Eulophidae. De wetenschappelijke naam is voor het eerst geldig gepubliceerd in 1983 door Husain, Rauf & Kudeshia.